# Feminist Porn Award
Pour les articles homonymes, voir FPA.
Le Good for Her Feminist Porn Awards (Prix porno féministe Bon pour elle), plus connu comme Feminist Porn Awards ou simplement FPA, est une cérémonie annuelle de remise de prix du cinéma pour adulte qui a débuté en 2006 par le magasin pour adulte Good for Her.

## Histoire
La cérémonie, basée à Toronto au Canada, a été initialement conçue et coordonnée par l'ancienne directrice de Good For Her Chanelle Gallant, mais depuis 2008, c'est Alison Lee, l'actuelle directrice, qui préside la cérémonie,,. Malgré le nom de la cérémonie, Lee affirme que les films présentés à la cérémonie sont aussi bien destinés à plaire aux hommes qu'aux femmes,.
Selon le site officiel, les candidatures pour un FPA doivent répondre à trois critères :
- Une femme est intervenue dans la production, l'écriture, la réalisation ou la direction du film ;
- Le film dépeint un réel plaisir pour la femme ;
- Le scénario dépasse les stéréotypes classiques des films pornographiques.

Le magasin Good For Her a été nommé en 2014 aux AVN Awards dans la catégorie Best Independent Sex Shop.

## Récompenses

### 2015
- Sexiest Short :
  - Wall of Fire - Lisa Ganser
  - Pachisi - The Madame
- Smutty School Teacher Award for Sex Education : jessica drake’s Guide to Wicked Sex: Plus Size - Jessica Drake et Kelly Shibari (en)
- Sexiest Star Feature : JL + DD: Jiz Lee and Danni Daniels - Jiz Lee et Danni Daniels
- Most Tantalizing Trans Film : BioDildo 2.0 - Christian Slaughter
- Hottest Newcomer : Evie Eliot
- Hottest Kink Film : Love Hard - Gala Vanting
- Heartthrob of the Year : Morgana Muses
- Golden Beaver Award for Canadian Content : Queen Bee Empire - Samuel Shanahoy
- Hottest Trans Vignette : Trans Lesbians - Courtney Trouble
- Hottest Straight Vignette : Xconfessions Vol. 2 - Erika Lust
- Steamiest Straight Movie : The Sexual Liberation of Anna Lee - Jacky St. James (en)
- Hottest Lesbian Vignette : Lesbian Curves 3: Soft Girls and Strap Ons - Courtney Trouble
- Most Dazzling Docu-Porn : Bound By Borders - Tobi-Hill Meyer
- Best Direction : Pulsion - Ovidie
- Best Boygasm : Heavenly Spire Volume 1 - Shine Louise Houston (Pink and White Productions)
- Best BDSM Scene : Instructed - Pandora Blake et Ms. Naughty
- Movie of the Year : Marriage 2.0 - Paul Deeb
- Honourable Mentions :
  - Alias & Knives - John Bee
  - Homance - Ajapop Films, Maxine Holloway et Siouxsie Q (en)
  - Fuck Dolls - Zahra Stardust et Emerald
  - Hello Titty - Skyler Braeden Fox et Idan Sagiv Richter
- Honoured Websites :
  - BrightDesire.com
  - Queerporn.tv
  - Xconfessions.com (Erika Lust)

### 2014
- Sexiest Short
  - Trains - Paul Deeb
  - No Artificial Sweeteners - The Madame
- Steamiest Straight Movie : The Temptation Of Eve - Jacky St. James
- Golden Beaver Award For Canadian Content : Power at Play - Carey Gray
- Best Direction : Liberte Sexuelle/Sexual Freedom: Sex Stories 3 - Ovidie
- Smutty School Teacher Award For Sex Education : Tristan Taormino's Guide to Bondage for Couples - Tristan Taormino
- Hottest Dyke Film : Lesbian Curves 2: Hard Femme - Courtney Trouble
- Indie Porn Icon : Carlos Batts
- Hottest Straight Vignette : Xconfessions - Erika Lust
- Hottest Lesbian Vignette : Women Reclaiming Sex On Film - Madison Young
- Hottest Kink Movie : Rubber Bordello - Soma Snakeoil
- Steamiest Romantic Movie : The Submission of Emma Marx - Jacky St. James et Eddie Powell
- Best Boygasm : Bed Party - Shine Louise Houston
- Most Tantalizing Trans Film : Trans Grrls - Courtney Trouble
- Hearthrob of the Year : Zahra Stardust
- Slixa Movie of the Year : Silver Shoes - Jennifer Lyon Bell
- Honoured Websites
  - wendywilliamsxxx.com
  - juicypinkbox.com - Juicy Pink Box
  - naughtynatural.com
  - welovegoodsex.com
- Honourable Mentions
  - Something Better: Performers Talk About Feminism and Porn - Ms. Naughty
  - Doing It Again: Playful Awakenings - Tobi Hill-Myer
  - Best Slumber Party Ever - Samuel Shanahoy

### 2013
- Sexiest Short
  - Biodildo - Christian Slaughter
  - Krutch - Clark Matthews
- Steamiest Straight Movie : Friends With Benefits - Paul Thomas
- Sexiest Star Feature : April Flores World - Carlos Batts
- Most Sensual Softcore Movie : The Pleasure Professionals - Joybear Pictures
- Smutty Schoolteacher Award for Sex Education : The Expert Guide to Pegging: Strap-on Anal Sex for Couples - Tristan Taormino
- Golden Beaver Award for Canadian Content : Because I Want You To Watch - The Madame
- Hottest Dyke Film : Lesbian Curves - Courtney Trouble
- Trailblazer : Nan Kinney
- Indie Porn Icon : Julie Simone
- Most Tantalizing Trans Film : Billy Castro's Naughty Squirters - Billy Castro
- Hottest Kink Movie : 50 Shades of Dylan Ryan - Madison Young
- Hottest Vignette : A Taste of Joy - Petra Joy
- Steamiest Romantic Movie : Forbidden Lovers - Nica Noelle
- Heartthrob Of The Year
  - Christian
  - Jiz Lee
- Movie Of The Year : Infidelité/ Infidelity - Ovidie
- Honoured Websites
  - ftmfucker.com
  - wolfhudsonisbad.com
  - pornographiclove.com
- Honourable Mentions
  - Connections: Real Couples, Joyful Sex - Ms. Naughty
  - Amber - Gala Vanting, Frank Ly
  - Consent: Society - Lynsey G.

### 2012
- Hottest Lesbian Vignette : Boutique - Jincey Lumpkin
- Sexiest Short : Emile - N. Maxwell Lander
- Steamiest Straight Movie : The Female Voyeur - Petra Joy
- Most Deliciously Diverse Cast : FUCKSTYLES (of the queer and famous) - Courtney Trouble & Tina Horn
- Most Arousing Adaptation : Last Tango - Nica Noelle
- Smutty Schoolteacher Award for Sex Education : The Expert Guide To Advanced Anal Sex - Tristan Taormino
- Hottest Kink Movie : Vicious Strap-on Bitches - Julie Simone
- Hottest Dyke Film : Hella Brown: Real Sex in The City - Nenna
- Orgasmic Original Concept : Mommy is Coming - Cheryl Dunye
- Most Tantalizing Trans Film : Sexing the Transman - Buck Angel
- Heartthrob of the Year : James Darling
- Movie of the Year : Cabaret Desire - Erika Lust
- Honored Websites :
  - crashpadseries.com - Shine Louise Houston
  - lilycade.com - Lily Cade
  - danejones.com - Dane Jones
  - jizlee.com - Jiz Lee

### 2011
- Best Bi Movie : Sex Experiments - Anna Span
- Smutty Schoolteacher Award for Sex Education : Oral Sex For Couples Volumes 1-3 - Jaiya et Lawrence Lanoff
- Hottest Kink Movie : Tristan Taormino's Rough Sex 2 - Tristan Taormino
- Most Deliciously Diverse Cast : Tight Places: A Drop of Color - Nenna
- Most Tantalizing Trans Film : Billy Castro Does The Mission - Courtney Trouble
- Hottest Lesbian Vignette : Taxi Volume 1 - Jincey Lumpkin & Maria Angel
- Sexiest Straight Movie : An Open Invitation: A Real Swingers Party in San Francisco - Ilana Rothman
- Hottest Lesbian Feature Film : Justine Joli: Lost - Kathryn Annelle
- Steamiest Romantic Movie : A Little Part of Me - James Avalon
- Golden Beaver Award for Canadian Content : Maybe He’s Gifted - N. Maxwell Lander et Beau Charlie
- Heartthrob of the Year : Drew Deveaux
- Movie of the Year : Life Love Lust - Erika Lust
- Honoured Websites
  - paddedkink.com - Kelly Shibari
  - theartofblowjob.com - Camille Crimson
  - queerporn.tv - Courtney Trouble et Tina Horn
  - heavenlyspire.com - Shine Louise Houston
- Honourable Mentions
  - Twisted Getaway - Sophia St. James
  - Art School Dykes - Lily Cade
  - Genderfellator - Tobi Hill-Meyer
  - My Own Master - Kimberly Kane

### 2010
- Hottest Website : http://rubysdiary.com
- Best Bi Movie - Fluid: Men Redefining Sexuality | Madison Young | Reel Queer Productions
- Hottest Dyke Movie and Hottest Kink Movie| River Rock Women's Prison | Kathryn Annelle | Triangle Films
- Most Deliciously Diverse Cast | Dangerous Curves | Carlos Batts | HeartCore Films
- Hottest Feature Film | The Band | Anna Brownfield | Hungry Films
- Most Tantalizing Trans Film | Speakeasy | Courtney Trouble | Reel Queer Productions
- Sexiest Short | Handcuffs | Erika Lust | Lust Films
- TheSmutty Schoolteacher Award for Sex Education | Tristan Taorminos Expert Guide to Anal Pleasure for Men | Tristan Taormino | Vivid Ed and Smart Ass Productions
- Best Direction | Des Jours Plus Belles Que La Nuit | Jennifer Lyon Bell & Murielle Scherre | Blue Artichoke Films + La Fille' D'O
- Sexiest Straight Movie | The Deviant | Nica Noelle | Sweet Sinner Video
- Good Releasing Emerging Filmmaker Award | Tobi Hill-Meyer
- Heartthrob of the Year | April Flores
- The Boundary Breaker | Jiz Lee
- The Visionary | Shine Louise Houston
- The Trailblazer | Tristan Taormino

### 2009
- Hottest Kink Movie : Perversions of Lesbian Lust Vol.1 | Madison Young; Madison Bound Productions
- Steamiest Trans Scene : Crash Pad Series 2- Unlocked | Shine Louise Houston; Pink and White Productions
- Sexiest Straight Movie : Intense Desires | Eli Cross ; Lennox Films
- Hottest Mature Couple’s Movie : Bill and Desiree: Love is Timeless | Tony Comstock; Comstock Films
- Most Sensual Softcore & Golden Beaver Award for Canadian Content : Man of My Dreams | Mimi Balfour; Cleopatra Productions
- Steamiest Educational Series : Red Hot Touch Series | New World Sex Education
- Sexiest Dyke Movie : One Night Stand (Pour Une Nuit) | Émilie Jouvet; Hysterie Productions Fatale Media
- Most Deliciously Diverse Cast : Roulette | Courtney Trouble; Nofauxxx Productions
- Heartthrob of the Year : Dylan Ryan (en) - For work in :
  - Strap-on Motel
  - Sex Mannequin
  - Crash Pad Series
  - Champion: Love Hurts
  - Perversions of Lesbian Lust 1
  - Lesbian Life: Real Sex San Francisco.
- Indie Porn Pioneer : Madison Young
- Movie of the Year : Champion - Shine Louise Houston - Pink and White Productions

### 2008
- Boundary Breaker of the Year : Buck Angel
- Smutty Schoolteacher of the Year (Educational Title) : Tristan Taormino's Expert Guide to Oral Sex Part 1 Cunnilingus and Part 2 Fellatio | Tristan Taormino; Vivid Ed
- Hottest Dyke Film : Crash Pad Series Volume 1 | Shine Louise Houston; Pink and White Productions Blowfish Video
- Sexiest Straight Film : My Sex Therapist.com: The First Sessions | Kelly Holland; Chick Media
- Golden Beaver Award for Canadian Content : Bren Ryder | http://www.GoodDykePorn.com
- Best Bi Scene : Female Fantasies | Petra Joy; Strawberry Seductress Productions
- Most Tantalizing Trans Film : Trans Entities: The Nasty Love of Papi' and Wil | Morty Diamond; Morty Diamond Productions
- Hottest Kink Film : Bondage Boob Tube | Madison Young; Blowfish Video
- Deliciously Diverse Cast : Trans Entities: The Nasty Love of Papi' and Wil | Morty Diamond; Morty Diamond Productions
- Sexiest Short : Want | Loree Erickson; Femmegimp Productions
- Indie Porn Pioneer : Estelle Joseph; Stella Films Productions
- Movie of the Year : Five Hot Stories for Her | Erika Lust; Lust Films

### 2007
- Hottest Group Sex Scene : Under the Covers | Candida Royalle; Femme Productions
- Hottest Trans Sex Scene : In Search of the Wild Kingdom | Shine Louise Houston; Blowfish Video
- Hottest Straight Sex Scene : City of Flesh II | Estelle Joseph; Stella Films
- Hottest Bisexual Sex Scene : The Bi Apple | Audacia Ray; Adam and Eve
- Hottest Love Scene : Matt and Khym | Tony Comstock; Comstock Films
- Best New Star : Simone Valentino, Afrodite Superstar | Femme Chocolat
- Hottest Gonzo Sex Scene and Hottest Diverse Cast : Chemistry 1| Tristan Taormino; Vivid Video
- Hottest Couples Scene : Burning Lust | Skye Blue & Kelly Holland (en); Playgirl
- Best Smutty Schoolteacher (educational) : Hearts Cracked Open | Betsy Kalin
- Hottest Dyke Sex Scene : Superfreak | Shine Louise Houston; Blowfish Video
- Best Feature : The Masseuse | Paul Thomas; Vivid Video
- Indie Porn Pioneer : Anna Span; Easy On The Eye Productions

### 2006
- Hottest Anal Adventure : House of Ass | Tristan Taormino; Adam & Eve
- Best Smutty Schoolteacher (Educational) : Orgasmic Women | Betty Dodson
- Sexiest, Most Diverse Performers : Caribbean Heat | Manuela Sabrosa; Femme Productions
- Hottest Straight Sex Scene : Xana And Dax: When Opposites Attract | Tony Comstock ; Comstock Films
- Hottest Dyke Sex scene : The Crash Pad | Shine Louise Houston ; Pink and White Productions
- Hottest Fetish/Kink Scene : Tanya Hyde’s World Without Men | Tanya Hyde
- Hottest Trans Sex Scene : Sugar & Steele: All that’s Good For Her | Good For Her productions
- Fiercest Female Orgasm : Nina Hartley’s Guide to Double Penetration (Bonus scene) Aria | Adam And Eve
- Indie Porn Pioneer : Dana Dane
- Best New Canadian Pornographer (Vixen Next Door) : Angela Phong
- Lifetime Achievement in Women’s Erotica : Candida Royalle